# هاگه
هاگه (به آلمانی: Hage) یک منطقهٔ مسکونی در آلمان است که در آوریش واقع شده‌است. هاگه ۵٬۸۷۱ نفر جمعیت دارد.